# Valle de Jálama

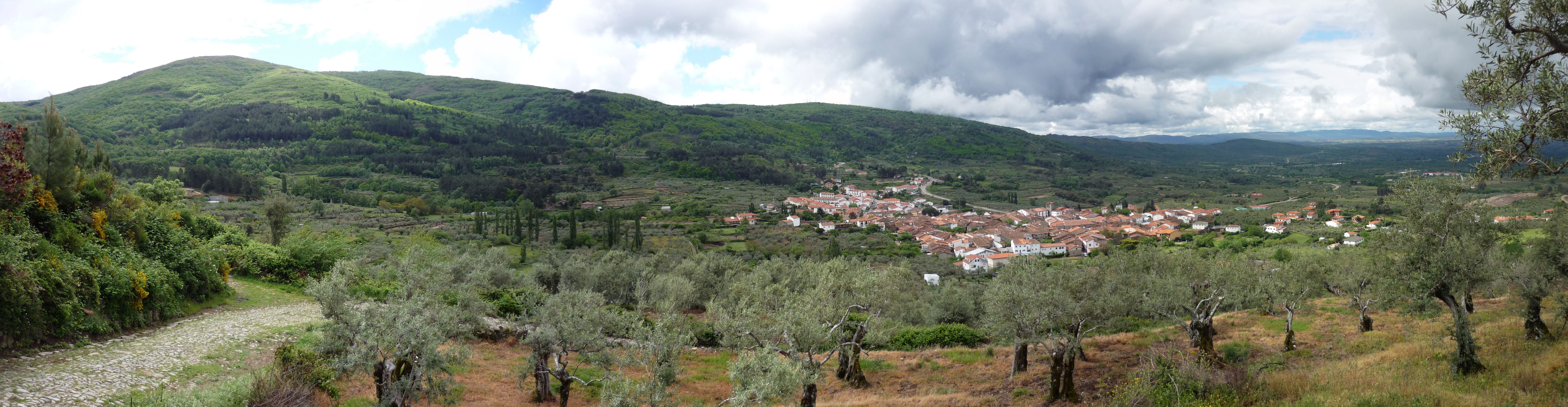
Vista de San Martín de Trevejo, en el valle de Jálama.

El Valle de Jálama (Val de Xálima en fala, también llamada Val do riu Elhas u Os tres lugaris) se encuentra situado en la Raya hispano-portuguesa, en el extremo noroeste de la provincia de Cáceres (Extremadura, España), entre la sierra de Gata y la frontera portuguesa.

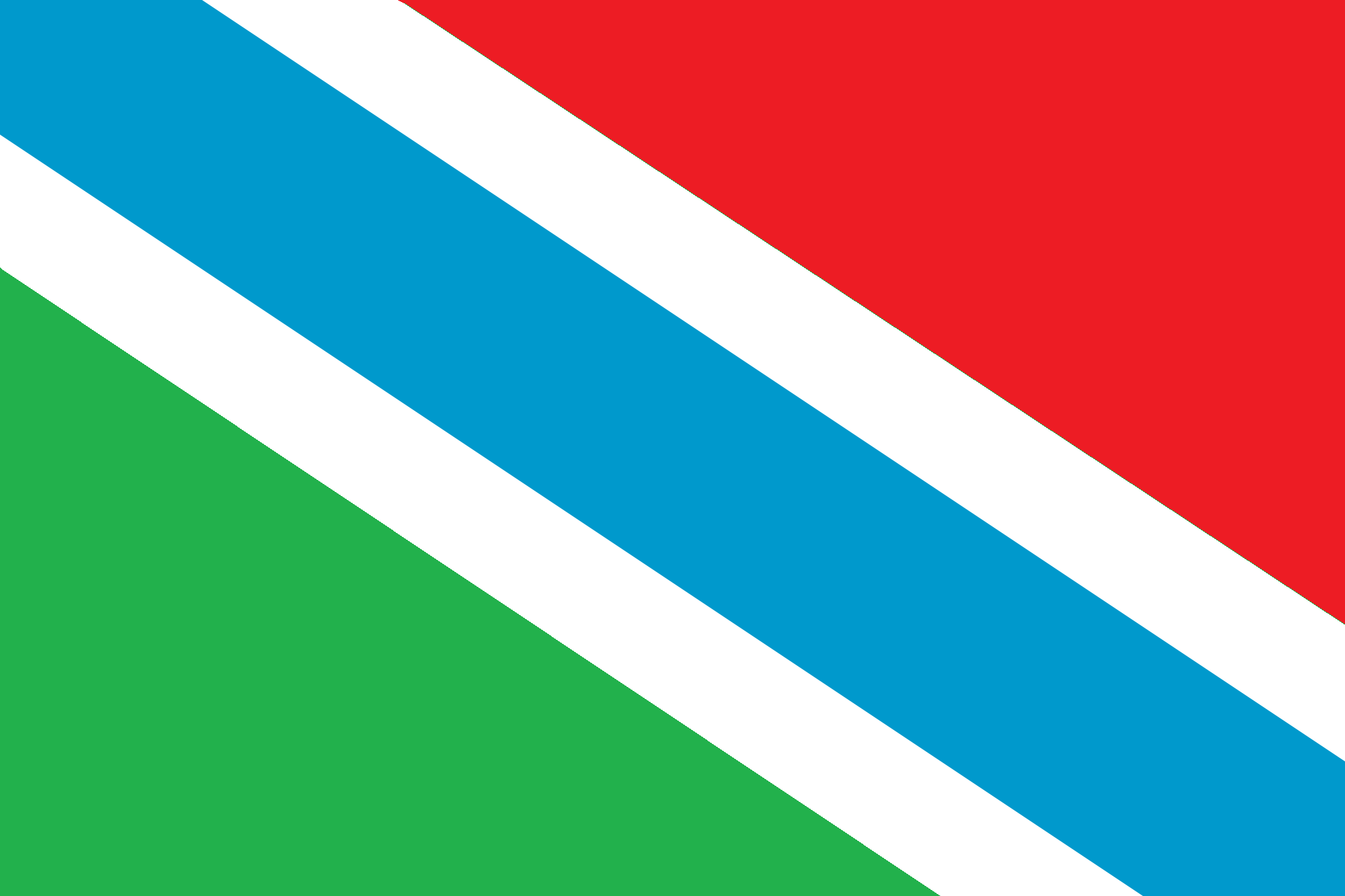
Bandera del Valle de Jálama

## Situación

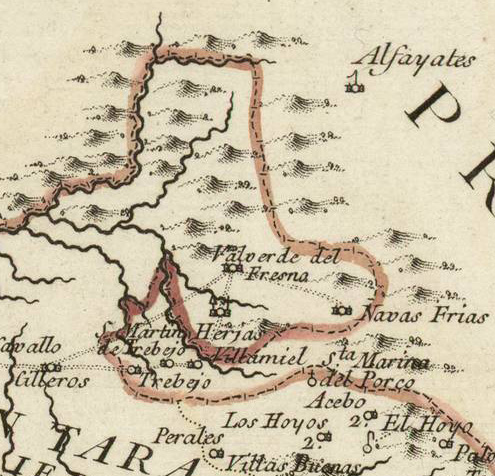
Mapa de 1766, orientado con el oeste arriba, en el que se indican los actuales pueblos extremeños de San Martín de Trevejo, Trevejo y Villamiel pertenecientes a la provincia de Cáceres y el actual municipio salmantino de Navasfrías.

Situada en la parte noroccidental de la comarca de la Sierra de Gata, limita al norte con Navasfrías y El Payo, los dos municipios de la provincia de Salamanca, al sur con Villamiel y Cilleros y al oeste con el municipio portugués de Penamacor. Su situación geográfica, en un valle orientado hacia el sur en la falda del Sistema Central y de muy difícil acceso por carretera hasta principios de los años 90, ha favorecido la conservación de un paisaje, tradiciones, lengua y formas de vida de manera mucho más intensa que en otros municipios del norte de Extremadura y del resto de la comarca de la Sierra de Gata.
Se encuentra situada a una altitud media de 500 m, y está presidido por el pico Jálama con 1.492 m de altitud, de donde nacen numerosos arroyos y gargantas que forman el río Erjas, que atraviesa todo el valle y afluente del Tajo que constituye una frontera natural entre España y Portugal; su curso es de unos 50 km, terminando a la derecha del río Tajo, confluente del Salor. El Valle está protegido por abruptas formaciones montañosas que lo aíslan; por el sudeste otra sierra de 700-900 m la separa de Extremadura y por el oeste se abre hacia tierras portuguesas. Es pues, una cuenca natural perfectamente delimitada y apartada de los territorios de lengua asturleonesa (extremeña) por situación orográfica (y por el río y la frontera portuguesa al oeste). De ahí el hecho de la existencia de la lengua, de numerosos apellidos, toponimia, arquitectura, e incluso gastronomía de origen evidentemente galaicoportugués. El Valle de Jálama con una superficie de 25.171 hectáreas y una población de 5.190 habitantes, tiene tres núcleos de población: San Martín de Trevejo (Sa Martín de Trevellu), Eljas (As Ellas) y Valverde del Fresno (Valverdi du Fresnu).

## Lingüística propia
En todo el valle se habla fala y castellano. 
El Valle se distingue de los municipios extremeños, leoneses y portugueses de sus alrededores por la lengua de sus habitantes, la conocida como A fala. Y es que en estas tres poblaciones se utilizan unos falaris (dialectos) galaicoportugueses: o manhegu, en San Martín de Trevejo, o lagarteiru, en Eljas, o valverdeiru, en Valverde del Fresno. Unos falaris que, aunque presentan pequeñas diferencias entre ellos, tienen la misma base lingüística: el portugués del antiguo dialecto de Beira Alta de Riba-Coa, impregnado de arcaísmos y leonesismos y también más modernamente, de castellanismos, que avanzan con fuerza entre las generaciones de mediana edad y son norma entre los más jóvenes.